# Samuel Sachs
Pour les articles homonymes, voir Sachs.
Samuel Sachs (né le 28 juillet 1851 dans le Maryland - mort le 2 mars 1935 à New York) est un banquier américain. Né d'immigrants juifs de Bavière (Allemagne), Sachs, tout comme son ami de longue date Philip Lehman de Lehman Brothers, est un pionnier de l'utilisation de papiers commerciaux.

## Biographie
Marié en 1882 à Louisa Goldman, la plus jeune fille de Marcus Goldman, Samuel Sachs est par la suite invité par son beau-père à rejoindre l'entreprise Marcus Goldman & Co., renommée à l'occasion M. Goldman and Sachs, devenue Goldman Sachs en 1904.
Samuel Sachs prend sa retraite en 1928 et meurt en 1935. Il est enterré au Salem Fields Cemetery (en) de Brooklyn.